# Naturschutzgebiet Hermsbrock
Das Naturschutzgebiet Hermsbrock ist ein 12,18 ha großes Naturschutzgebiet (NSG) in der Gemeinde Kierspe im Märkischen Kreis in Nordrhein-Westfalen. Das NSG wurde 2003 vom Kreistag des Märkischen Kreises mit dem Landschaftsplan Nr. 7 Kierspe ausgewiesen.

## Gebietsbeschreibung
Bei dem NSG handelt es sich um einen Wald-Moor-Biotopkomplex sowie ein Hangquellmoor mit Moorbirken-Bruchwald. Im quellreichen Laubholzkomplex befinden sich Bach-Erlen-Eschenwald und Hainsimsen-Buchenwald.

## Schutzzweck
Das Naturschutzgebiet wurde zur Erhaltung und Entwicklung eines Wald-Moor-Biotopkomplex und als Lebensraum gefährdeter Tier- und Pflanzenarten ausgewiesen. Wie bei anderen Naturschutzgebieten in Deutschland wurde in der Schutzausweisung darauf hingewiesen, dass das Gebiet „wegen der landschaftlichen Schönheit und Einzigartigkeit“ zum Naturschutzgebiet wurde.